# 아프간뜨기
아프간뜨기(afgan뜨기)는 아프간바늘을 써서 대바늘뜨기와 코바늘뜨기의 기술을 혼합하여 왕복 두 번의 동작을 되풀이해 가며 뜨는 입체적인 뜨개질 방식을 말한다. 기본적인 무늬뜨기에는 가터뜨기, 고무뜨기, 벌집뜨기, 긴뜨기 등이 있다.